# Keys to the World
Keys to the World (englisch für „Schlüssel zur Welt“) ist das dritte Studioalbum vom englischen Sänger Richard Ashcroft und erschien am 23. Januar 2006. Nach vierjähriger Abstinenz gelang Ashcroft mit diesem Album ein erfolgreiches Comeback in Europa. Es holte in Großbritannien Platin und Platz 2 der britischen Albumcharts und konnte auch in Deutschland in der Top 10 charten.

## Hintergrund
Nach dem Auslauf des The-Verve-Major-Deals 2002 und der Abwicklung von Hut Recordings stand Ashcroft 2003 plötzlich ohne Plattenvertrag da und musste Virgin sogar ein The-Verve-Best-Of genehmigen. Schließlich konnte Ashcroft dank Unterstützung von Chris Martin bei einer anderen EMI-Tochter, nämlich Parlophone, unterkommen und 2006 das lang erwartete Follow Up zu Human Conditions veröffentlichen. Die meisten der Songs waren bereits 2003 fertig geschrieben und aufgenommen worden.

## Beschreibung
Im Vergleich zum Vorgängeralbum ist Keys to the World wieder viel eingängiger, abwechslungsreicher und reduzierter arrangiert. Ashcroft experimentiert viel mehr mit seiner Stimme und knüpft an alte britische Songwriter-Traditionen an, was seine Songs viel mehr in Richtung Britpop treibt. Music Is Power, ein Song, der Ashcroft sehr am Herzen gelegen ist, baut auf einem Motiv vom US-amerikanischen Soulmusiker Curtis Mayfield auf. Inhaltlich variiert das Album zwischen sozialkritischen, romantischen und depressiven Phasen.

## Titelliste
1. Why Not Nothing? – 4:09
2. Music is Power – 3:58
3. Break the Night with Colour – 3:56
4. Words Just Get in the Way – 4:53
5. Keys to the World – 4:42
6. Sweet Brother Malcolm – 4:51
7. Cry 'til the Morning – 5:04
8. Why Do Lovers? – 4:45
9. Simple Song – 4:05
10. World Keeps Turning – 3:55

## Singles
- Break the Night with Colour – 9. Januar 2006
- Music Is Power – 17. April 2006
- Words Just Get in the Way – 10. Juli 2006
- Why Not Nothing? / Sweet Brother Malcolm – 4. Dezember 2006